# Bahrain International Circuit
Bahrain International Circuit – tor wyścigowy w Sakhir. Został zaprojektowany przez niemieckiego projektanta Hermanna Tilke, jego budowa została zakończona 5 marca 2004, czyli niespełna miesiąc przed inauguracyjnym Grand Prix Bahrajnu Formuły 1. Koszty inwestycji wyniosły 150 mln dolarów amerykańskich.
Przez pierwsze sześć lat Grand Prix Bahrajnu korzystało z konfiguracji o długości 5,412 km. W 2010 sezonie organizatorzy zdecydowali się na zmianę układu Grand Prix na układ przeznaczony dla wyścigów długodystansowych z powodu rocznicy 60-lecia Mistrzostw Świata Formuły 1. Konfiguracja ta ma długość 6,229 km. W sezonie 2011 odwołano GP z powodu protestów antyrządowych. Od 2012 sezonu ponownie jest używana dawna konfiguracja (5,412 km).

Konfiguracja toru użyta podczas Grand Prix Sakhiru 2020

W 2020 roku z powodu globalnej pandemii COVID-19 na torze Sakhir wyjątkowo odbyły się dwa wyścigi w ramach cyklu Formuły 1.  29 listopada odbyło się Grand Prix Bahrajnu, zaś tydzień później, 6 grudnia odbyło się Grand Prix Sakhiru Formuły 1, lecz na krótszej konfiguracji toru, o długości 3,543 km.

## ZwycięzcyGrand Prix Bahrajnuna torze Sakhir
| 2004 | Michael Schumacher | Ferrari             | Wyniki        |               |               |               |               |               |
| 2005 | Fernando Alonso    | Renault             | Wyniki        |               |               |               |               |               |
| 2006 | Fernando Alonso    | Renault             | Wyniki        |               |               |               |               |               |
| 2007 | Felipe Massa       | Ferrari             | Wyniki        |               |               |               |               |               |
| 2008 | Felipe Massa       | Ferrari             | Wyniki        |               |               |               |               |               |
| 2009 | Jenson Button      | Brawn-Mercedes      | Wyniki        |               |               |               |               |               |
| 2010 | Fernando Alonso    | Ferrari             | Wyniki        |               |               |               |               |               |
| 2011 | nie rozegrano      | nie rozegrano       | nie rozegrano | nie rozegrano | nie rozegrano | nie rozegrano | nie rozegrano | nie rozegrano |
| 2012 | Sebastian Vettel   | Red Bull-Renault    | Wyniki        |               |               |               |               |               |
| 2013 | Sebastian Vettel   | Red Bull-Renault    | Wyniki        |               |               |               |               |               |
| 2014 | Lewis Hamilton     | Mercedes            | Wyniki        |               |               |               |               |               |
| 2015 | Lewis Hamilton     | Mercedes            | Wyniki        |               |               |               |               |               |
| 2016 | Nico Rosberg       | Mercedes            | Wyniki        |               |               |               |               |               |
| 2017 | Sebastian Vettel   | Ferrari             | Wyniki        |               |               |               |               |               |
| 2018 | Sebastian Vettel   | Ferrari             | Wyniki        |               |               |               |               |               |
| 2019 | Lewis Hamilton     | Mercedes            | Wyniki        |               |               |               |               |               |
| 2020 | Lewis Hamilton     | Mercedes            | Wyniki        |               |               |               |               |               |
| 2021 | Lewis Hamilton     | Mercedes            | Wyniki        |               |               |               |               |               |
| 2022 | Charles Leclerc    | Ferrari             | Wyniki        |               |               |               |               |               |
| 2023 | Max Verstappen     | Red Bull-Honda RBPT | Wyniki        |               |               |               |               |               |
| 2024 | Max Verstappen     | Red Bull-Honda RBPT | Wyniki        |               |               |               |               |               |

Liczba zwycięstw (kierowcy):
- 5 – Lewis Hamilton
- 4 – Sebastian Vettel
- 3 – Fernando Alonso
- 2 – Felipe Massa, Max Verstappen
- 1 – Jenson Button, Charles Leclerc, Nico Rosberg, Michael Schumacher

Liczba zwycięstw (konstruktorzy):
- 7 – Ferrari
- 6 – Mercedes
- 4 – Red Bull
- 2 – Renault
- 1 – Brawn GP

Liczba zwycięstw (producenci silników):
- 7 – Mercedes, Ferrari
- 4 – Renault
- 2 – Honda RBPT

## ZwycięzcyGrand Prix Sakhiruna torze Sakhir
| Sezon | Kierowca     | Zespół                    |        |
| ----- | ------------ | ------------------------- | ------ |
| 2020  | Sergio Pérez | Racing Point-BWT Mercedes | Wyniki |